# Ophiosteira echinulata
Ophiosteira echinulata är en ormstjärneart som beskrevs av Jean Baptiste François René Koehler 1922. Ophiosteira echinulata ingår i släktet Ophiosteira och familjen fransormstjärnor. Inga underarter finns listade i Catalogue of Life.